# Прерафаеліти

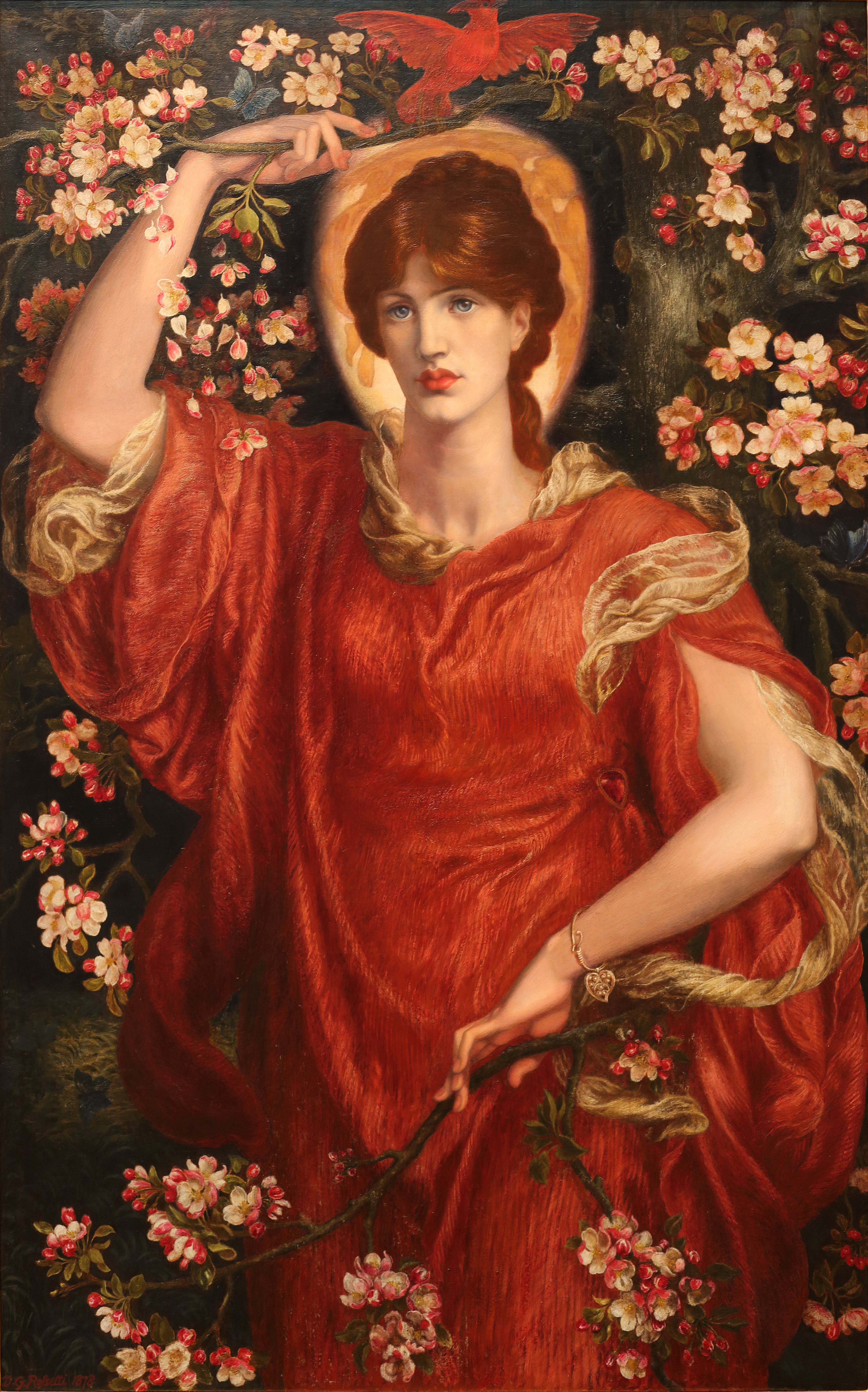
Данте Габрієль Росетті, «Видіння Фляметти», (Марія Аквінська), 1878

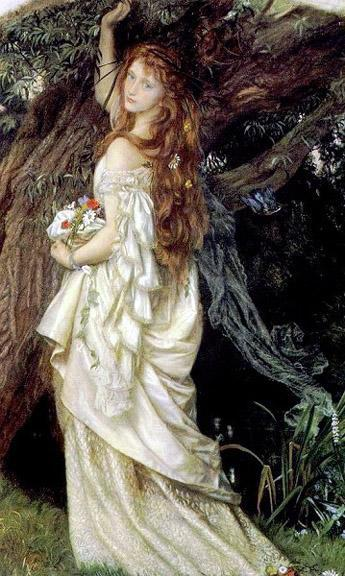
Артур Г'юз, «Офелія», близько 1863 — 64

Прерафаелі́ти — об'єднання молодих англійських художників, засноване в 1848 році. Невдоволені занепадом тогочасного англійського живопису, прерафаеліти мали на меті підвищити його значущість поверненням до мистецтва доби XV століття (кватроченто).
Аби відродити щирість раннього італійського мистецтва до Рафаеля і Високого Відродження, вони звернулись до стилістики Раннього відродження і пізнього середньовіччя, зокрема англійського. Повставши проти панівного на той час у мистецтві академізму, а заодно і проти суспільних укладів своєї епохи, прерафаеліти — Вільям Голман Гант, Джон Еверетт Мілле, Данте Габрієль Росетті та інші — використовували різноманітні художні засоби: вони писали на літературні, історичні, релігійні теми, а в сценах тогочасного побуту намагалися дати моральний коментар до соціальних відносин (спокійний і обмежений).
Серед визначних членів прерафаелітського руху також були художники Медокс Браун, Едвард Берн-Джонс, Вільям Морріс, Артур Г'юз, Волтер Крейн, Джон Вільям Вотергаус.

## Передумови
У XIX столітті художники гуртувалися в товариства, об'єднання, братства — найчастіше задля спільної боротьби за свої ідейні настанови. Романтики, реалісти, імпресіоністи, символісти, набіди — метою кожного з об'єднань живописців було прагнення порушити прийняті в мистецтві застарілі й консервативні традиції.
Так само в 1848—1853 роках прерафаеліти стають «порушниками спокою» в консервативному англійському живописі та графіці.
Братство прерафаелітів виникло через абсолютне неприйняття групою молодих митців вимог офіційного живопису епохи панування королеви Вікторії, десятиріччя правління якої в 1848 р. помпезно святкувало все Об'єднане Королівство — десять років стагнації, пуританства та лицемірної моралі.
На той час вже помер Констебл; Тернеру залишилося жити менш ніж три роки. Ці два художники намагалися порушити принципи академізму, які у вікторіанські часи гальмували розвиток англійського живопису.
З відходом в історію Констебла та Тернера місце «революціонерів від мистецтва» стало вакантним.

## Спокійні «бунтівники від мистецтва»

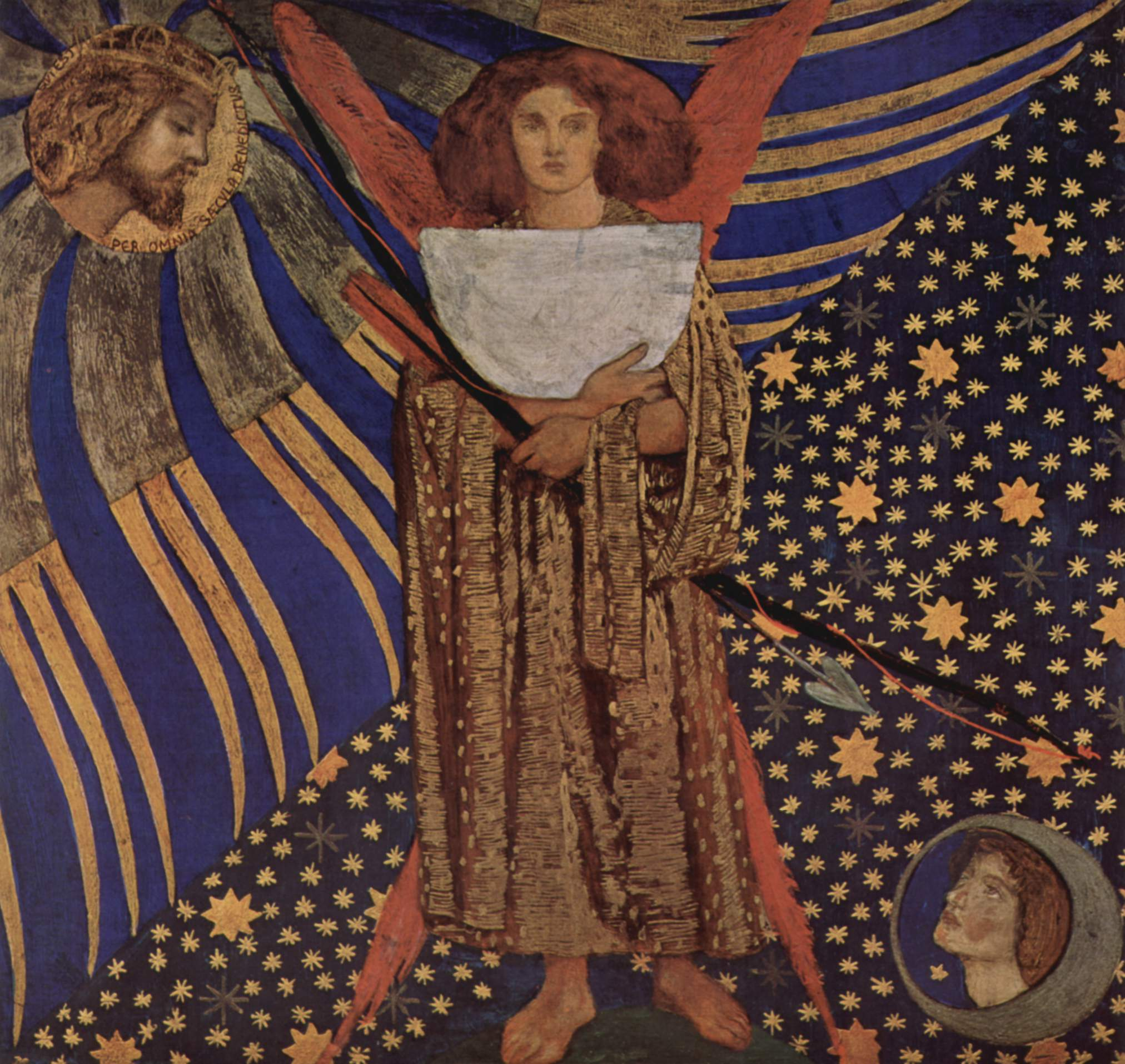
Данте Габріель Росетті «Любов Данте», 1860, Галерея Тейт, Лондон

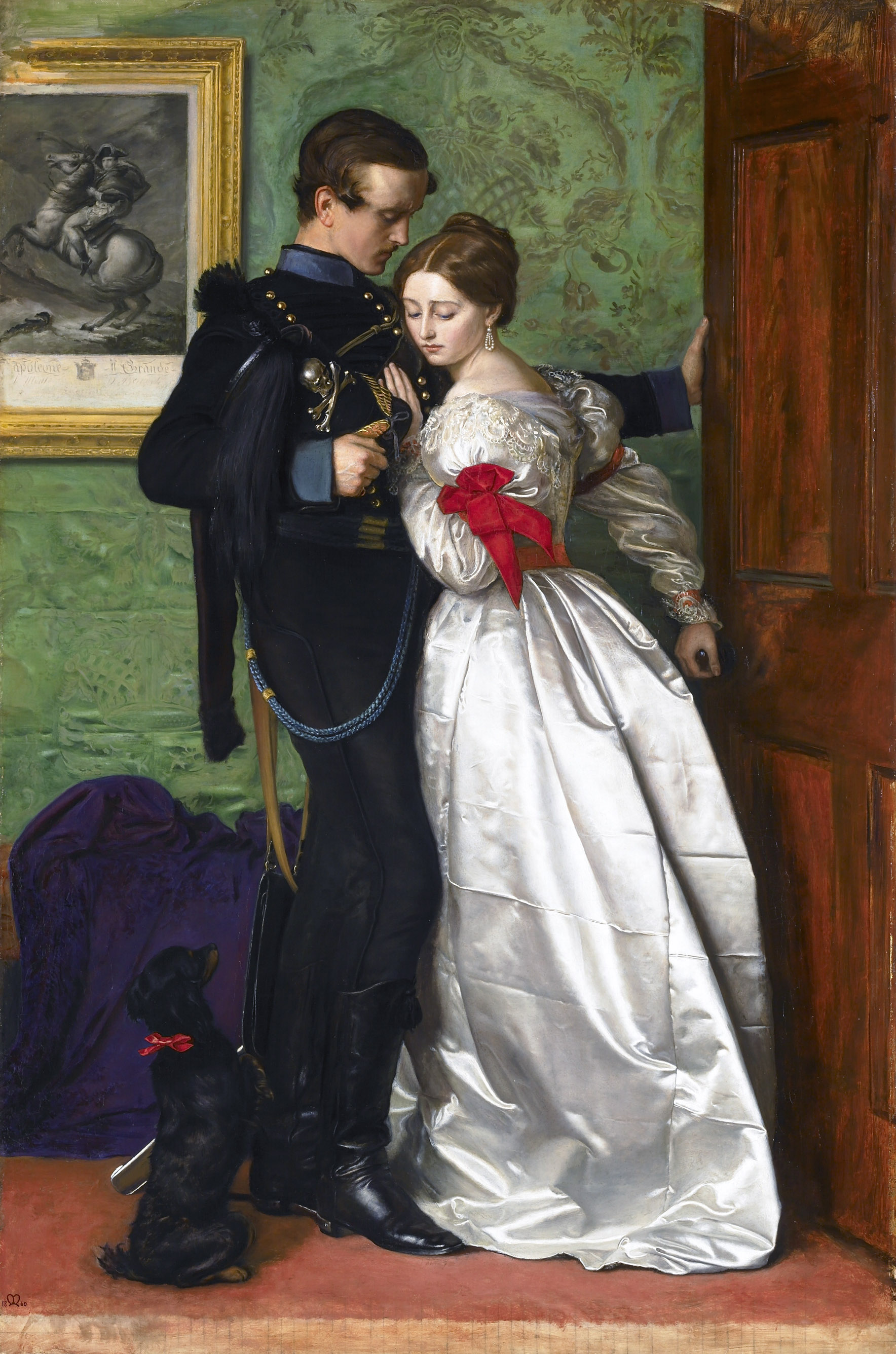
Джон Еверетт Мілле, "Чорний брауншвейгець, 1860, Художня галерея леді Левер, Порт Санлайт

У цей період декілька молодих художників (а найстаршому був 21 рік) зважуються на протистояння офіційному мистецтву. Їхні прізвища: Гант, Мілле та Росетті. Майбутні прерафаеліти сходились на тому, що їхня власна внутрішня свобода, повне творче самовираження прямо залежать від звільнення живопису від академізму.
Пізніше Росетті зізнається: 
| Називати те, що ми тоді створили, новим напрямом — якось несерйозно, адже сама ідея створення нашого товариства під загальною назвою «Братство прерафаелітів» спочатку було для нас веселим жартом: просто академізм був вже настільки нестерпний, що ми вважали за своє право «завдати старига́нам перцю». Три молодих нахаби підписували свої картини тепер вже відомими ініціалами, отримуючи величезне задоволення вже від того, що почувались «поза законом». |
Роль членів таємного товариства приваблювала молодих людей дедалі більше. Але невдовзі вони зрозуміли, що бунтівний опір потребує опори на істинно революційних ідеях. І ці ідеї знайшлися — за виразом одного з критиків, «дякувати Рафаелеві». Назва «братства» напрошувалася сама собою, оскільки прерафаеліти декларували наступне: 
| Мистецтво було чистим лише до Рафаеля. Рафаель був сам чистий у першій половині свого творчого шляху. Згодом, отримавши свої перші ватиканські замовлення, … він створив стереотип, за яким пішли решта. |
Ідея, що мистецтво було чистим лише до Рафаеля — досить англійська, де консервативні і середньовічні традиції залишались впливовими впродовж кожної доби в мистецтві Британії. У Королівстві — лише частково сприймали кожний стиль з континенту (маньєризм, бароко, рококо), народжуючи в країні компромісні і нетривалі варіанти. Виняток лише один — палладіанство в британській архітектурі, котре швидко втратило творчий характер і поріднилося із офіційним академізмом.
Подібна заява молодиків викликала резонанс у друкованих виданнях, адже до появи прерафаелітів розвиток британського мистецтва визначався головним чином діяльністю Королівської (тобто державної) академії.
Попри появу таких художників як Тернер і Констебл, манера, котрої дотримувалась академія, тяжіла до старих майстрів: домінування малюнку над кольором, рівноваги над рухом, штучне освітлення майстерні над пленером і доопрацювання картин саме в майстерні, штучні сюжети, насамкінець, перевага авторитету великих майстрів минулого — над рештою сучасних художників.
На думку прерафаелітів, за подібних умов митець не міг досить повно виявити власні здібності. Спираючись на творчість художників кватроченто і британської (неєвропейської) готики і досягаючи абсолютної точності своєї техніки, вони намагалися поєднати нові прагнення із реалістичним зображенням об'єктів.
Для того, щоб відтворити манеру великих дорафаелівських італійських художників, члени братства робили детальні етюди з натури, відображаючи колір якомога яскравіше, і писали картини на вологому білому ґрунті.
Вони збільшували розміри полотен, щоб зображувати предмети і людські фігури з їх натуральними розмірами.
Зверталися до сюжетів Біблії, бо мали бажання малювати сповнені «найвищих істин» сюжети.
Їх творчість тісно пов'язана з літературою: зокрема, з поезією Данте, Шекспіра, призабутими середньовічними легендами і баладами британського середньовіччя.
Щодо техніки, то молодих художників цікавила, передусім, творчість їх сучасників — Тернера (1775—1851), Блейка (1757—1827), Жеріко (1791—1824), Ежена Делакруа (1798—1863), Енґра (1780—1867), а серед старих майстрів — Джорджоне (1477—1510) і Рубенса (1577—1640) — переважно, через незвичайний колорит цих робіт. Траплялись і помилки, позаяк творчість Джорджоне ще не була вивчена і до його картин зараховували твори інших майстрів.
Звільнення живопису від настанов академізму, як вважали прерафаеліти, означало також відмову від академічного ідеалізму. Молоді митці наполягали на тіснішому зв'язку з природою. Кінець статичним позам і «досконалій красі»: можна малювати просто, щиро і відверто.
Прерафаеліти відкрито критикували полотно пізнього періоду творчості Рафаеля «Преображення» — за його «зневагу до краси і правди, помпезність образів апостолів і Спасителя, які не мають нічого спільного з істинною духовністю», яке академіки оголосили зразком досконалості.

## Народження братства

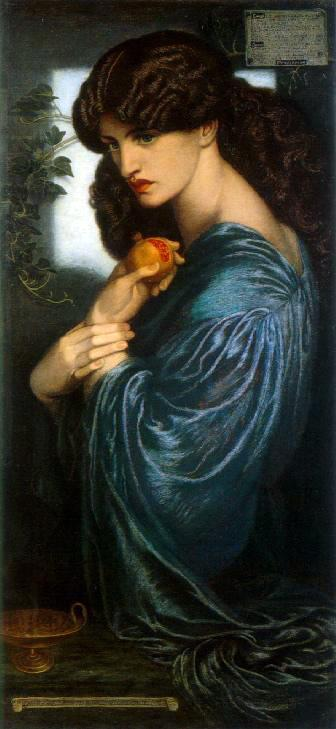
Данте Габріель Росетті
«Персефона», 1874, Галерея Тейт, Лондон

Автором ідеї утворення «Братства Прерафаелітів» — P. R. B. (Pre-Raphaelite Brotherhood) у вересні 1848 року був Росетті — син італійського емігранта, заколотника-карбонарія. Росетті з дитинства був під впливом розповідей про таємні спільноти, масонські ложі і чернечі ордени, активно бажав пограти у таємничість.
Спочатку до Братства ввійшли семеро художників: Мілле, Росетті, Гант, Джеймс Коллінсон, Фредерік Джордж Стівенс, скульптор Томас Вулнер, письменник і критик Вільям Майкл Росетті. Оскільки останній не був художником, його призначили секретарем Братства і доручили йому відредагувати складену його братом Данте Габрієлем теоретичну програму товариства.
Основними пунктами цього своєрідного маніфесту були такі: Прагнути до втілення особистих оригінальних ідей. Уважно вивчати природу, щоб навчитися передавати її в будь-якому вигляді і стані. Вітати щирість і новизну, відкидаючи лицемірство. Створювати будь-які картини і скульптури, не беручи до уваги суспільну думку — такими, якими їх бачить автор. Всі роботи, створені членами Братства, підписувати не їм'ям художника, але трьома ініціалами — «P. R. B.», значення яких має залишатися в таємниці. Гра у таємничість почалася навіть у їх програмі.
Втім, останній пункт виконати не вдалося: 1849 року члени Братства вирішили викласти свої принципи в статтях, розповідях і поемах, які вони оприлюднили у власному журналі «Зародок». Завдяки цим публікаціям до кінця 1850 року зміст абревіатури «P.R.B.» перестав бути таємним не лише для студентів і професорів Академії, але й для широкого загалу.

## Перші виставки

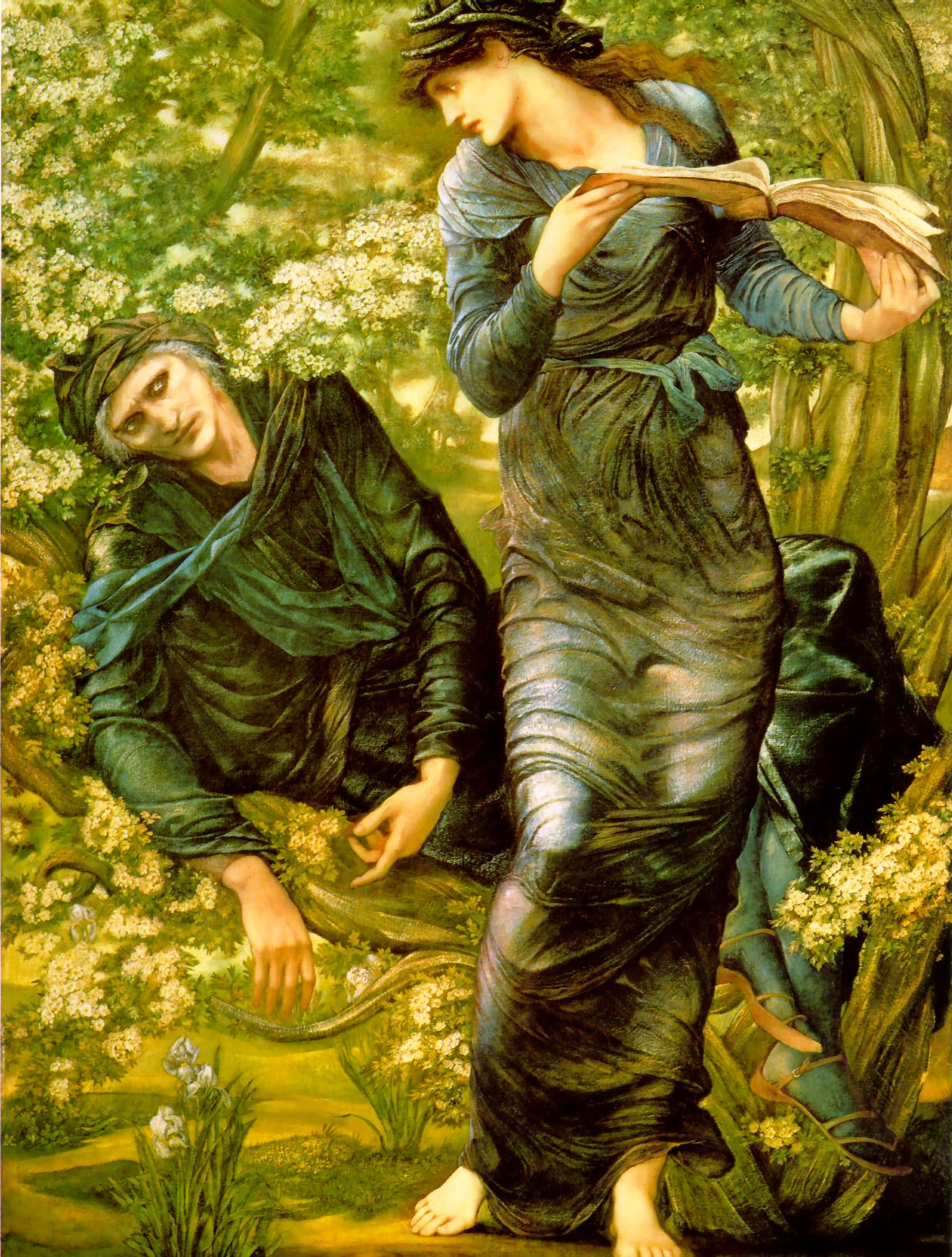
Едвард Берн-Джонс, «Зачарований Мерлін», 1872—1880, 186х111 см, Художня Галерея Леді Лівер, Порт Санлайт

Перша картина з ініціалами «P.R.B.» була намальована Росетті під керівництвом Ганта і виставлена для публіки в березні 1849 року в лондонській галереї Гайд Парк Корнер.
Через декілька місяців нові полотна з тими самими ініціалами з'явилися на виставці в Королівській академії мистецтв серед звичних парадних портретів, сентиментальних побутових сюжетів і нецікавих міфологічних композицій, вони одразу привернули увагу публіки яскравістю кольорів і загадковістю сюжетів.
Заінтриговані критики реагували доволі стримано і несхвально. Наступного року Росетті виставвив «Благовіщення» в галереї Портланд, а на стінах виставкової зали Королівської академії розмістилися картини «Звернена до віри сім'я бриттів рятує капелана від друїдів» Ганта і «Христос в домі батьків» Мілле.
Цього разу таємниця ініціалів була розгадана, а члени Братства, які зневажали принципи академізму і спадщину великого Рафаеля, одразу ж були заочно піддані остракізму.

## Публічні суперечки

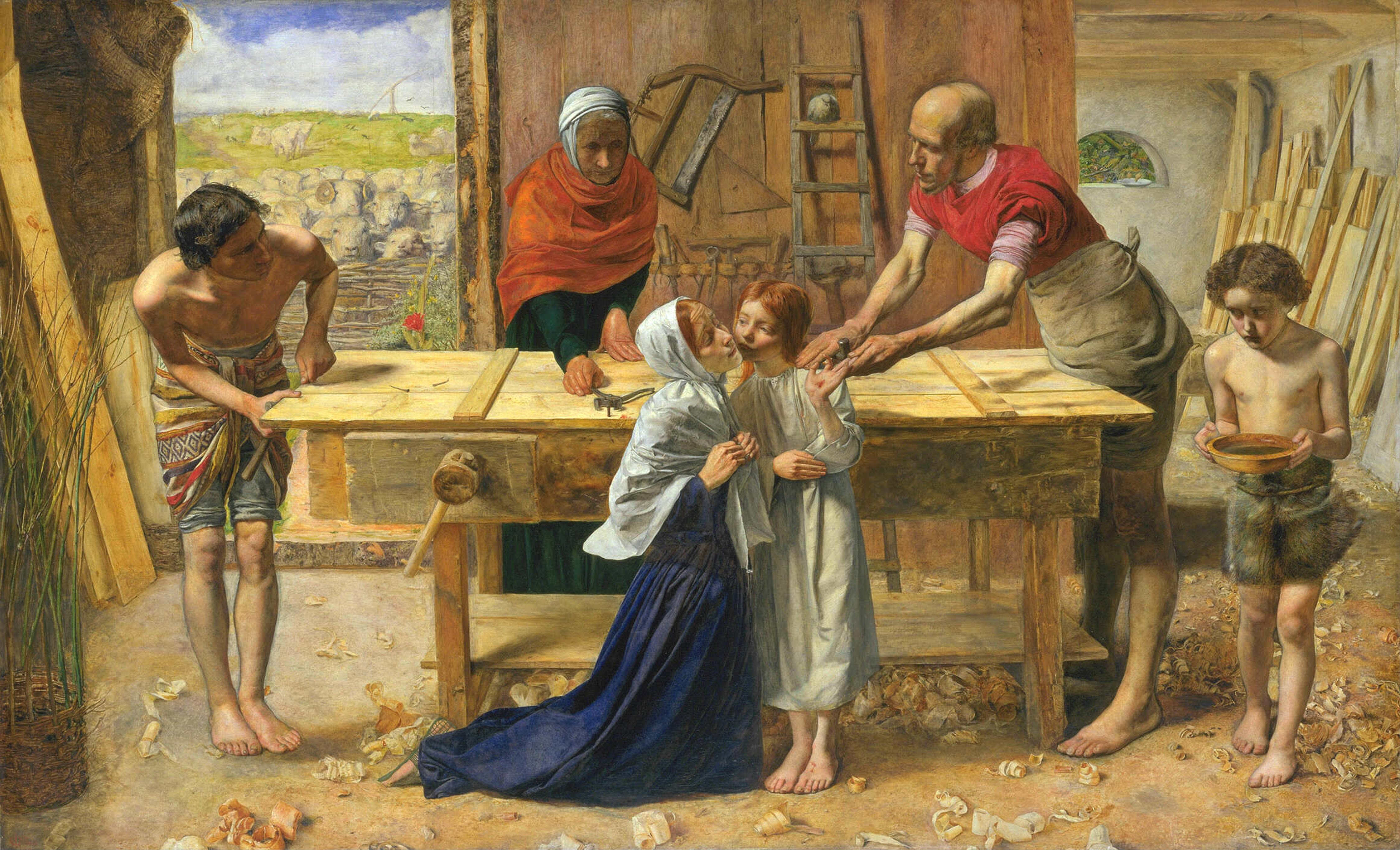
Джон Еверетт Мілле,
«Христос у домі його батьків», 1850

У 1850 р. Братство прерафаелітів стало предметом суперечок після виставки картини Мілле «Христос у Домі Його батьків», яку багато рецензентів, зокрема Чарльз Діккенс, вважали блюзнірством.
Діккенс вважав Марію, написану Мілле потворною.
Мілле використовував свою невістку Мері Ходжкінсон як модель для образу Марії на своїх картинах.
«Середньовічність» братства була атакована як ретроградська, а надзвичайна відданість деталям була засуджена як потворна та дразлива для ока.
За словами Діккенса, Мілле зробив Святе Сімейство схожим на алкоголіків та мешканців нетрів, в потворних та абсурдних «середньовічних» позах.
Після суперечки Коллінсон залишив братство, а решта членів зустрілися, щоб обговорити, чи слід його замінювати Чарльзом Олстоном Коллінзом або Уолтером Хауеллом Девереллом, але не змогли ухвалити рішення.
З цього моменту група розпалася, хоча її вплив продовжувався. Художники, які спочатку працювали в цьому стилі, продовжували, але більше не підписували роботи «PRB».

## Заступництво авторитетного Раскіна
Великий англійський критик Джон Раскін (1819—1900) був відомий своїм критичним ставленням до церкви як до фінансово-прибуткової організації. Священство він вважав лицемірами, церковний культ — марновірством, наполягаючи на безпосередньому контакті вірянина з богом.
Простоту, щирість і відвертість Раскін вітає, як основні чесноти, побожність і моральність, на його думку, є синонімами.
Вивчаючи історію живопису, Раскін доходить до висновку, що тогочасні художники продовжують звертатися до релігійних сюжетів, часто вкладаючи в них нерелігійний зміст і нещиру ідею. Серед сучасників критик знаходить лише одну групу художників, які, на його думку, щиро і правдиво втілюють у своїй творчості релігійні теми — і це прерафаеліти.
У роботах Росетті, Мілле, Ганта та інших Раскін знайшов той самий дух ідеалізованого середньовіччя і ті самі настрої, які поділя́в сам. На думку критика, середньовіччя і раннє Відродження були часом найвищого розквіту образотворчого мистецтва. Таким чином, у мистецтві прерафаелітів Раскін знайшов яскраве втілення особистих бажань і прагнень.
Саме тому критик почав виступати в друкованих виданнях з позитивними відгуками про Братство і всіляко їх підтримувати. При цьому Раскін не міг не усвідомлювати, що заступництво за молодих художників має викликати негативну реакцію в його колег, але, захищаючи прерафаелітів, він захищав і свої особисті принципи.
Окрім критичного відношення до свого сьогодення й поваги до середньовіччя, в прерафаелітах, Раскіна приваблює і їхній реалізм, який особливо яскраво виявив себе в ранніх творах молодих майстрів.

## Перемога і розпад братства

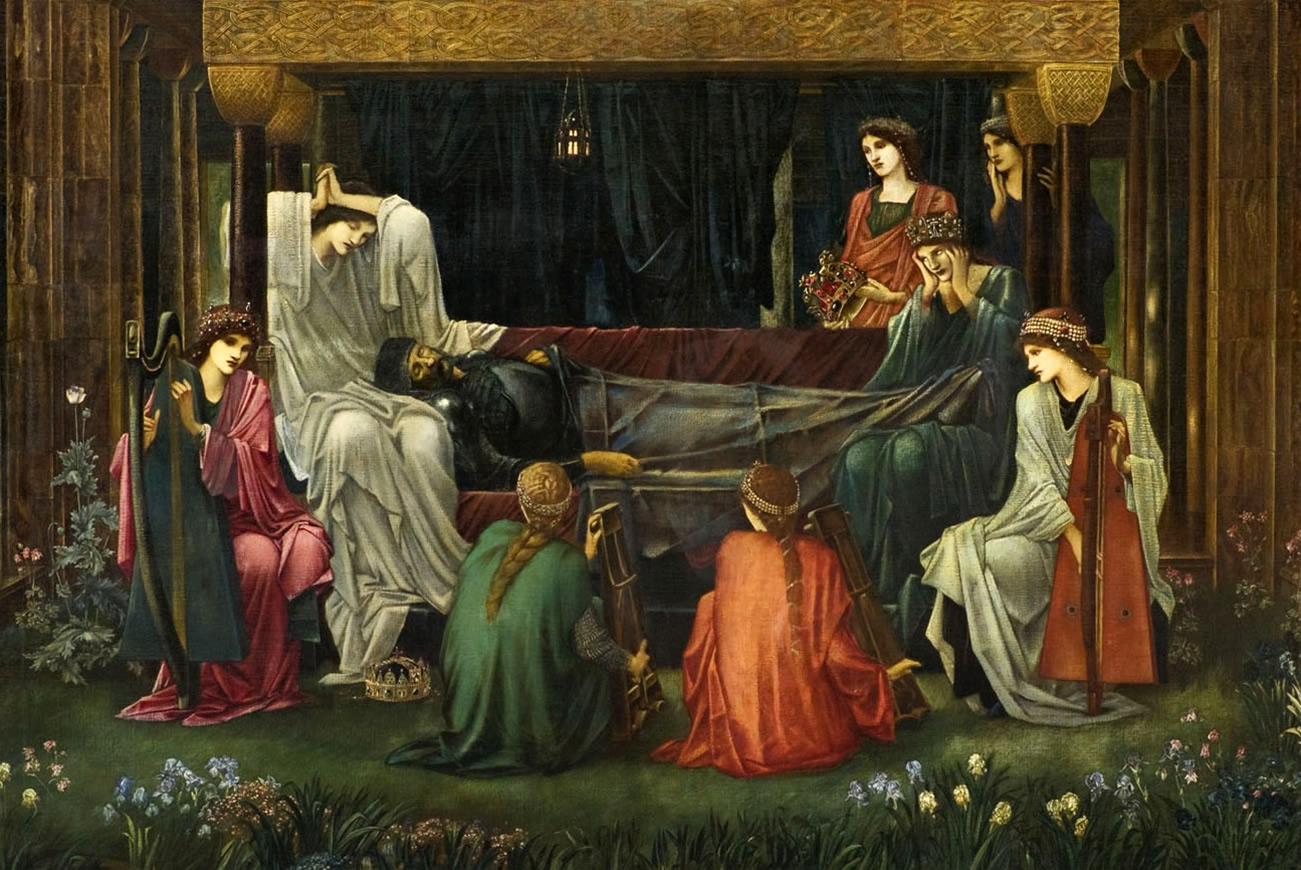
Едвард Берн-Джонс, «Вічний сон короля Артура на міфічній горі Авалон» (The last sleep of Arthur).

Під дружньою зверхністю Раскіна прерафаеліти швидко вибороли визнання у публіки Британії і комерційний успіх.
Мілле обрали членом Королівської академії мистецтв, і він погодився на зраду принципів Братства заради забезпеченого і спокійного майбутнього, типового для особи з міщанським світоглядом. Данте Габрієль Росетті назвав цю подію кінцем Братства; «круглий стіл розпадається», сказав він.
Невдовзі Вулнер поїхав до Австралії, релігійно налаштовний Гант — на Близький Схід шукати місця, описані в Старому Заповіті…
Новий етап руху прерафаелітів почався із знайомства Росетті із двома студентами Оксфорду — У. Моррісом (1834—1896) і Е. Берн-Джонсом (1833—1898), хоча «Братства прерафаелітів» як такого вже не існувало.

## Подальший розвиток

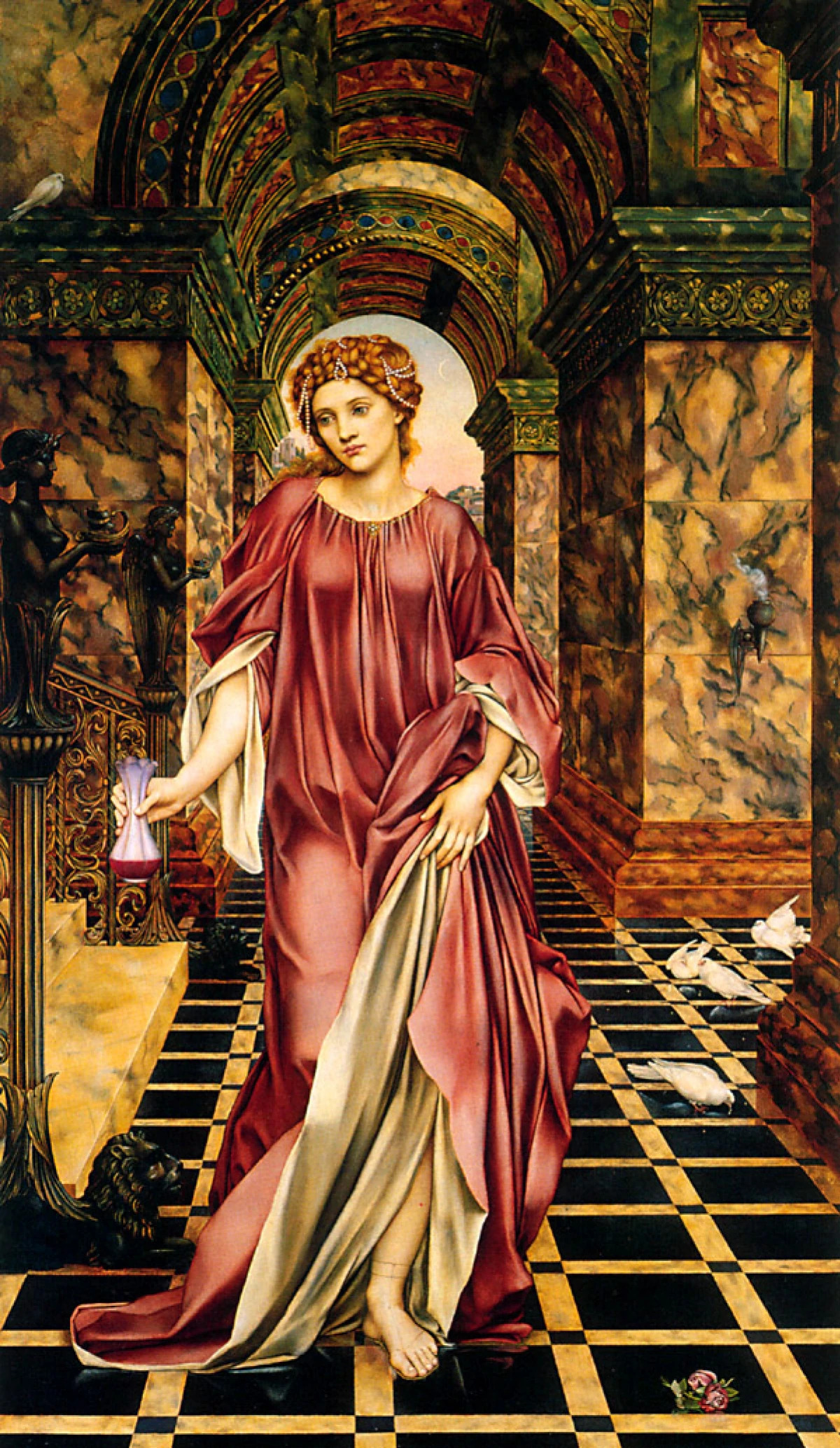
Евелін де Морган,
в стилі кватроченто,
«Медея», 1889

Серед художників, які зазнали впливу братства, є Джон Бретт, Філіп Кальдерон, Артур Г'юз, Гюстав Моро, Евелін Де Морган, Фредерік Сендіс (який увійшов до кола прерафаелітів у 1857 р.) та Джон Вільям Вотерхаус. Форд Мадокс Браун, який був пов'язаний з ними з самого початку, часто розглядається як той, що найбільше сприйняв принципи прерафаелітів. Одним послідовником, який розробив свій власний виразний стиль, був Обрі Бердслі, на якого надзвичайно вплинув Берн-Джонс.

## На шляху до символізму і модернізму

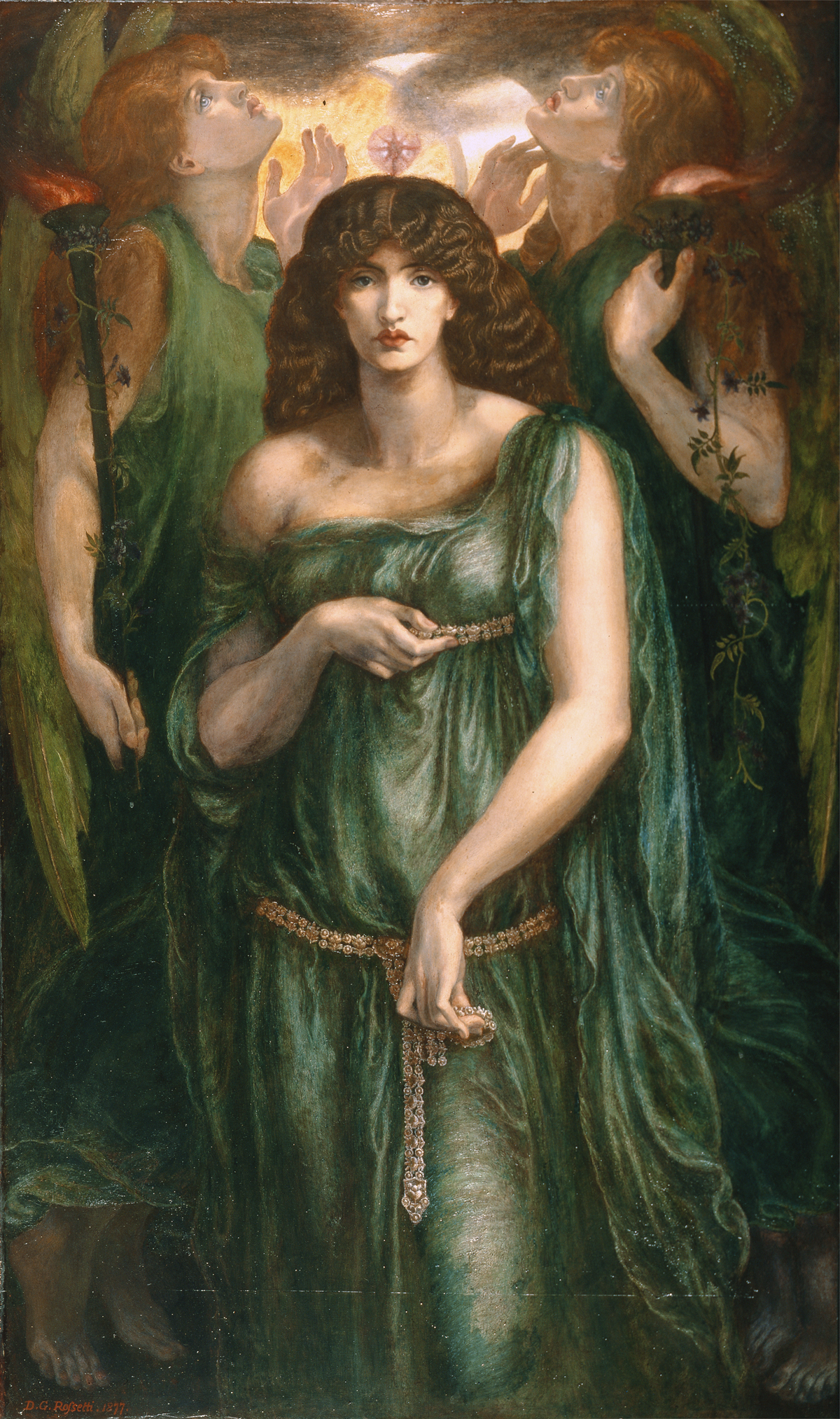
Данте Габрієль Росетті,
«Сирійська Астарта», 1877

Прерафаелітизм вплинув на мистецтво кінця XIX століття попри те, що у більшості представників цього руху — ані у Мілле, ані у Ганта чи решти — не було прямих послідовників. Власної школи в Британії вони не створили. Втім, з часом прерафаелітизм отримав символічний, декадентсьний характер, відійшовши від настанов реалізму і зачинившись у формальних пошуках.
Справжньої слави домігся лише Данте Габрієль Росетті — переважно завдяки тому, що його вплив був достатньо помітний не лише на художників, але й письменників і композиторів. Зокрема, його картини надихали Поля Верлена і Клода Дебюссі; його живописом захоплювалася низка художників-модерністів з проанглійськими смаками.
Едвард Берн-Джонс, учень Росетті, став посередником між прерафаелітами і символістами.

## Хронологія
- 1827 — народження Вільяма Голмена Ганта
- 1828 — народження Данте Габрієля Росетті
- 1829 — народження Джона Еверетта Мілле
- 1833 — народження Едварда Берн-Джонса
- 1848 — створення Братства прерафаелітів
- 1849 — на Вільній виставці в галереї Гайд Парк Корнер з'являються перші роботи, підписані ініціалами «P.R.B.»
- 1850 — перша негативна критика прерафаелітів
- 1851 — Джон Раскін стає на бік прерафаелітів
- 1853 — Мілле стає членом Королівської академії мистецтв; Гант їде до Єгипту та на Святу Землю
- 1854 — Братство Прерафаелітів розпадається
- 1856 — Берн-Джонс стає учнем Росетті
- 1857 — велика виставка робіт прерафаелітів у Лондоні
- 1863 — Росетті завершує картину «Беата Беатрикс»
- 1877 — Берн-Джонс вперше виставляє «Зачарованого Мерліна»

## Галерея

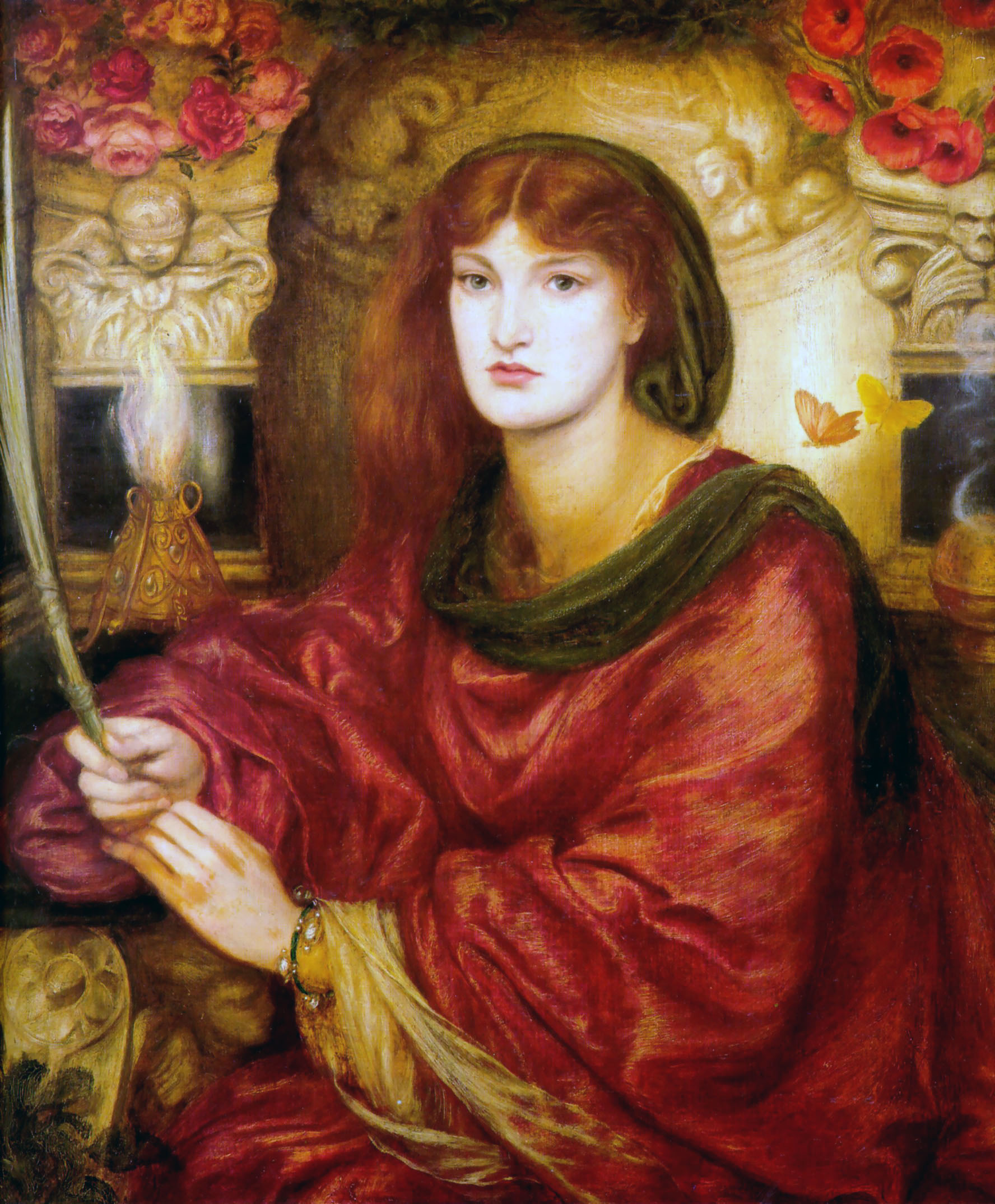
Данте Габрієль Росетті, «Сивіла Палміфера», 1870, Художня галерея леді Левер, Порт Санлайт
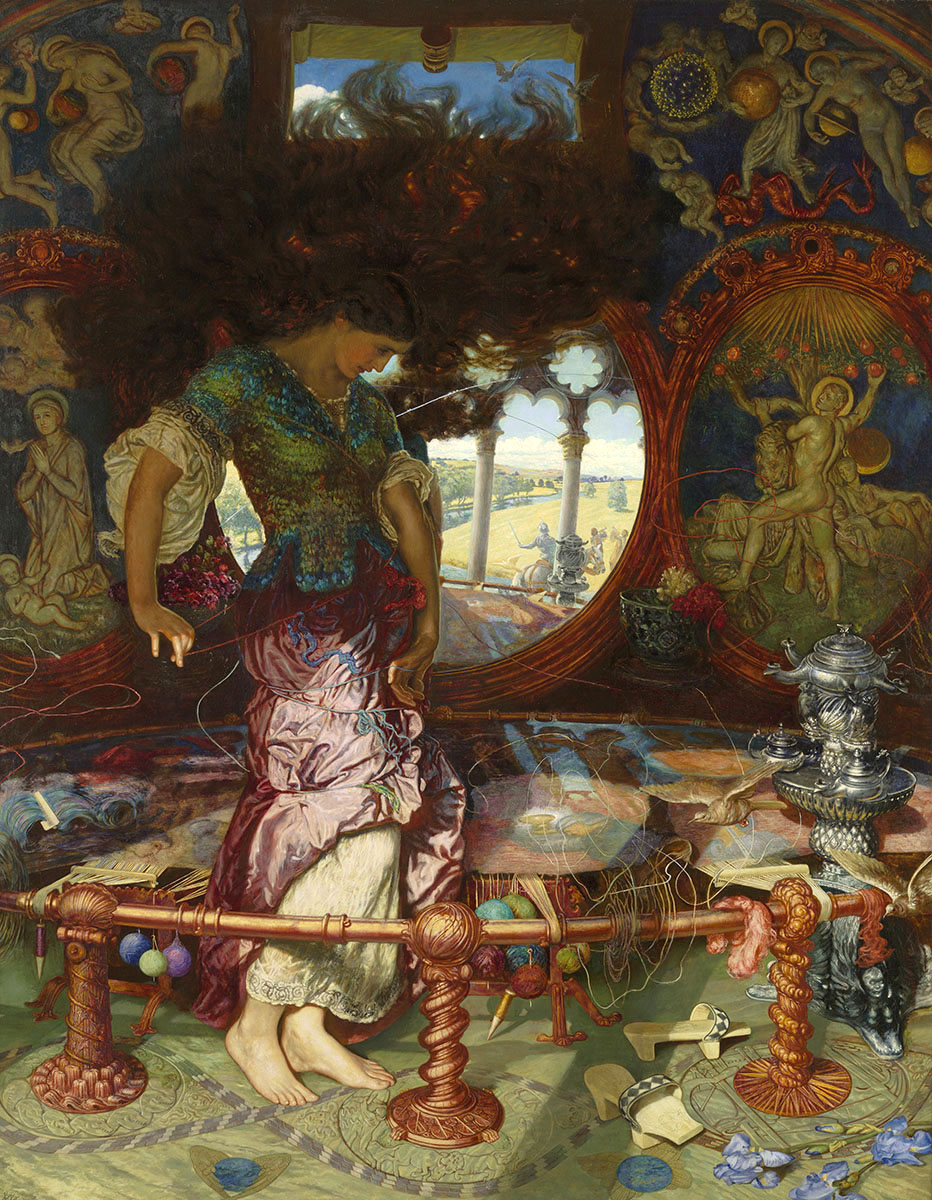
Вільям Голман Гант і Едвард Роберт Г'юз, «Леді Шалотт», 1889-1892, Вордсворт Атенеум, Гартфорд
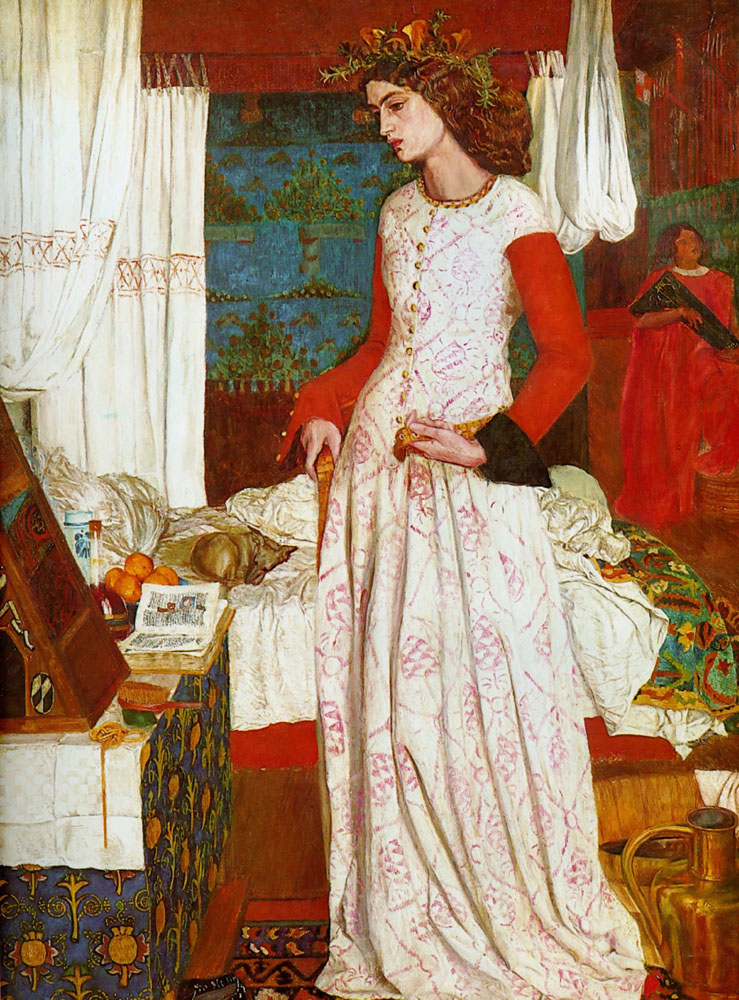
Вільям Морріс, «Королева Ґвіневера», 1858, Тейт Британія, Лондон
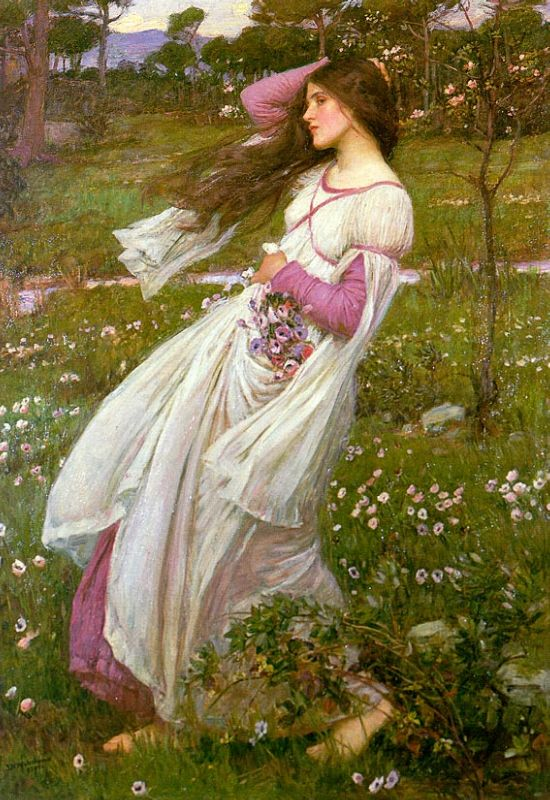
Джон Вільям Вотергаус, «Вітер», 1903